# Vertyikal–6
A Vertyikal–6 (cirill betűkkel: Вертикаль–6,, magyarul: függőleges) szovjet, K65UP típusú geofizikai kutató rakétaszonda.

## Küldetés
Az Interkozmosz együttműködés keretében ez volt a hatodik rakétaszonda. 1977. október 25-én indították a szovjet Kapusztyin Jar rakétakísérleti lőtérről. A K65UP típusú hordozórakéta kétfokozatú volt. Az első fokozat folyékony hajtóanyagú, a második szilárd típusú volt. A ballisztikus pályán mozgó műszerek nagy része egy gömb alakú konténerben, ejtőernyővel visszatért a Földre.

## Jellemzői
A magyar Központi Fizikai Kutatóintézet (KFKI) Atomenergia Kutatóintézet  műszerét („LAM-1”) a Föld ionoszférájának és magnetoszférájának tanulmányozására, a Nap extrém ultraibolya sugárzásának vizsgálatához, illetve az ion-összetétel és hőmérséklet vizsgálatára a magaslégkör-kutató rakéta-szondával bocsátották fel.

## Külső hivatkozások
- Interkozmosz–6. hso.hu. (Hozzáférés: 2012. február 10.)